# 오라티아 유나이티드 AFC
오라티아 유나이티드 AFC(Oratia United Association Football Club)뉴질랜드 웨스트 오클랜드에 연고를 둔 아마추어 축구단이다. 구단은 뉴질랜드의 3부 리그인 NRFL 디비전 2에 참가하고 있다.
구단의 홈구장은 오라티아의 파스 파크를 사용한다. 구단은 'The Tia'라는 이름으로도 널리 알려져 있으며, 전통적으로 녹색과 금색을 구단 대표 색깔로 사용한다.